# Uzo Aduba
Uzoamaka Nwanneka "Uzo" Aduba (pronunciaciónⓘ) ( /ˈuːzoʊ_əˈduːbə/; nacida el 10 de febrero de 1981) es una actriz estadounidense. Obtuvo un amplio reconocimiento por su papel de Suzanne "Ojos locos" Warren en la serie original de Netflix Orange Is the New Black (2013-2019), por la que ganó un premio Emmy a la mejor actriz invitada en una serie de comedia en 2014, un premio Emmy a la mejor actriz de reparto en una serie dramática en 2015 y dos premios SAG a la mejor interpretación de una actriz en una serie de comedia en 2014 y 2015. Ella es una de los dos únicos actores que han ganado un premio Emmy en las categorías de comedia y drama por el mismo papel.
En 2020, Aduba interpretó a Shirley Chisholm en la miniserie de Hulu Mrs. America, por la que ganó un premio Emmy a la mejor actriz de reparto en una serie limitada o película y el Premio de la Crítica Televisiva a la mejor actriz de reparto en una película/miniserie. Aduba ha aparecido en películas como American Pastoral (2016), My Little Pony: La película (2017), Candy Jar (2018), Steven Universe: La película (2019), Miss Virginia (2019), National Champions (2021) y Lightyear (2022). En 2021, protagonizó la obra Clyde's de Lynn Nottage en Broadway, por la que fue nominada al premio Tony a mejor actriz de reparto en una obra de teatro. Aduba también protagoniza la serie de Netflix de 2025 La residencia.

## Primeros años y educación
Uzo Aduba nació en Boston, Massachusetts, de padres igbo de Nigeria y creció en Medfield, Massachusetts. Se graduó en el Medfield High School en 1999. Fue a la Universidad de Boston, donde estudió canto clásico y compitió en atletismo. Ella ha denominado a su familia como una "familia deportiva". Su hermano menor, Obi, jugó a hockey en la Universidad de Massachusetts Amherst y durante seis temporadas profesionalmente.

## Carrera

### Primeros roles
Uno de sus primeros logros importantes en interpretación fue su actuación en Translations of Xhosa en el Olney Theatre Center en 2003, lo que le valió una nominación al premio Helen Hayes a la mejor actriz de reparto en una obra residente. En 2006, interpretó a Amphiarus en The Seven en el New York Theatre Workshop y nuevamente en 2008 en La Jolla Playhouse. En 2007, hizo su debut en Broadway, interpretando a Toby en la adaptación de Helen Edmundson de Coram Boy en el Imperial Theatre. En 2011-2012, cantó "By My Side" como parte del elenco original de la reedición de Godspell en el Circle in the Square Theatre. Su primera aparición en televisión fue como enfermera en Blue Bloods en 2012. Aduba también interpretó a Anna, la madre del personaje principal en Venice en The Public Theater de Nueva York. En 2024, sus memorias, The Road is Good: How a Mother's strength become Her Daughter's Purpose, fueron publicadas por Vikings Books .

### 2013-2019:Orange Is the New Black

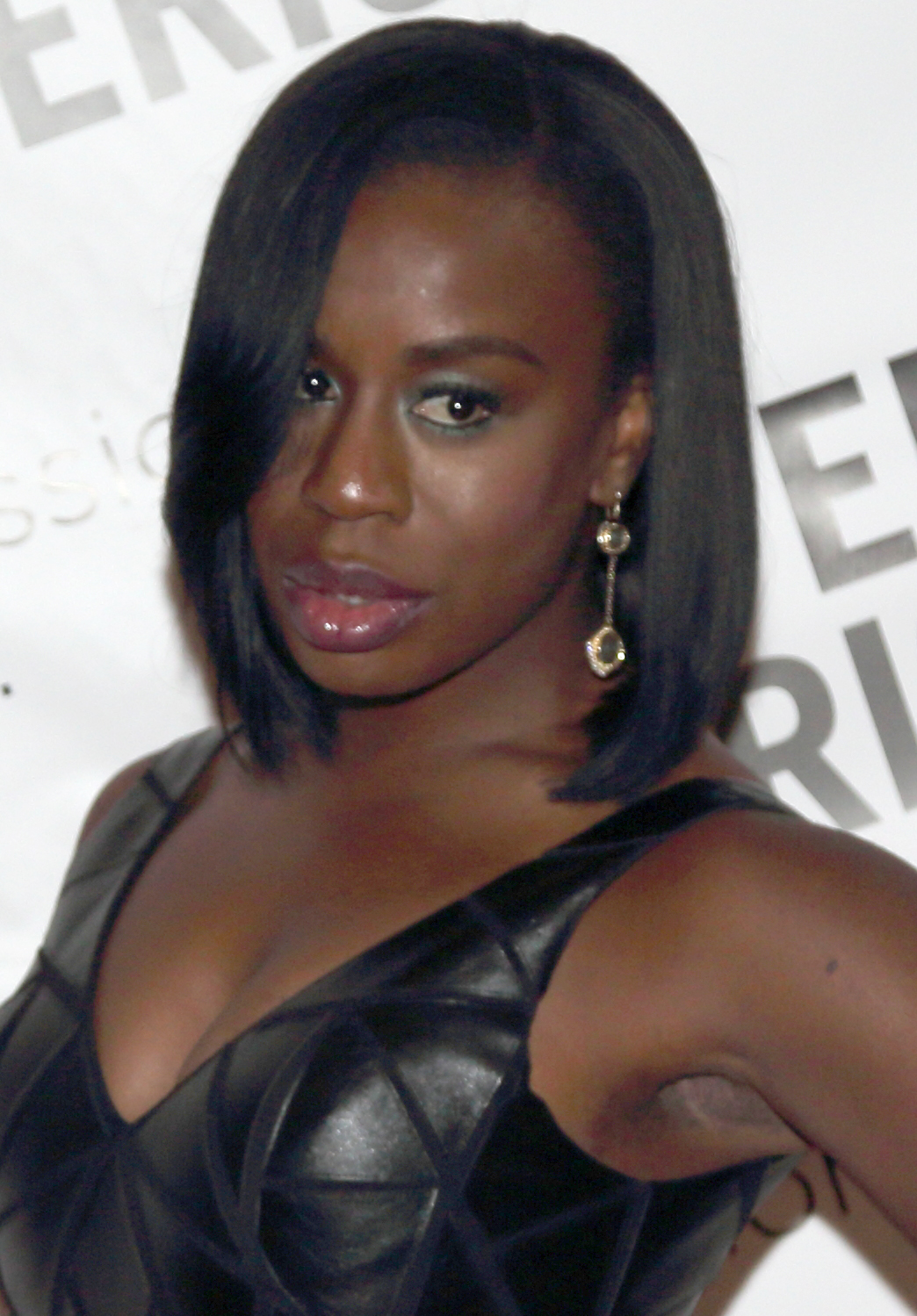
Aduba en 2014

En 2013, Aduba comenzó a interpretar a Suzanne "Ojos locos" Warren en la serie de comedia dramática de Netflix Orange Is the New Black. Al ser elegida, Aduba dijo:
Hice una audición para la serie a finales de julio o principios de agosto (de 2012). Había estado haciendo audiciones ese verano para más televisión y cine (después de hacer mucho teatro). Había leído muchos guiones y recuerdo haber leído Orange Is the New Black, y estaba a la cabeza del grupo. Recuerdo que pensé: "¡Guau, qué bien! Me encantaría participar". Fui a la audición para otro papel, y mis representantes me llamaron como un mes después y me dijeron: "Hola, tenemos muy buenas noticias. ¿Recuerdas la audición que hiciste para Orange Is the New Black? No la conseguiste". Les dije: "Bueno... ¿cuál es la buena noticia?". Dijeron que querían ofrecerme otro papel, Crazy Eyes. Pensé: "¿Qué aspecto de mi audición haría pensar a alguien que soy la indicada para un papel llamado Ojos locos?". Pero, siendo sincero, cuando recibí el guion, sentí que era la persona ideal.
La directora de casting Jennifer Euston explicaba así la selección de Aduba para el papel: "Uzo Aduba... Llevaba el pelo recogido en esos moños para la audición... Vieron algo increíble en ella y supieron conectarlo con lo que buscaban en Ojos locos". Al unirse a la serie, Aduba obtuvo su credencial del Sindicato de Actores de Cine, de la cual comentó: "Pensé: '¡Guau! Esto significa que ahora soy actriz de pleno derecho'. Fue algo muy importante, y recuerdo estar muy agradecida y sentirme muy orgullosa".
Aduba ha sido reconocida por su actuación como "Ojos locos", ganando el premio Primetime a mejor actriz invitada en una serie de comedia en la 66.ª edición de los Premios Emmy de Artes Creativas y el premio a la mejor artista invitada en una serie de comedia en los 4.ª edición de los Premios de la Crítica Televisiva. Fue nominada a mejor actriz de reparto en serie, miniserie o película de televisión en los 18.º Premios Satellite por su actuación en la primera temporada. La actuación de Aduba en la segunda temporada le valió el premio a la mejor actriz en una serie de comedia en los 21.º Premios del Sindicato de Actores de Cine y una nominación a mejor actriz de reparto de serie, miniserie o telefilme en los 72.º Premios Globo de Oro.
Aduba ganó un segundo Primetime Emmy en 2015, llevándose a casa el premio a la mejor actriz de reparto en una serie dramática, convirtiéndose en una de los dos únicos intérpretes en ganar un Emmy de drama y comedia por el mismo papel (el otro fue Ed Asner). Su papel en la tercera temporada le valió otro premio a la actuación destacada de una actriz en una serie de comedia en los 22.º Premios del Sindicato de Actores de Cine. Aduba también ganó el premio a mejor actriz de reparto de serie, miniserie o telefilme en la 73.ª edición de los Premios Globo de Oro.
En marzo de 2014, Aduba actuó en Broadway Backwards, el concierto benéfico de Broadway Cares/Equity Fights AIDS. Se asoció con Rachel Bay Jones para una interpretación de la canción "Lily's Eyes" del musical The Secret Garden. En 2015, Aduba interpretó a Glinda, la Bruja Buena, en el especial musical en vivo de NBC The Wiz Live!, recibiendo críticas positivas de los críticos.
Aduba hizo su debut cinematográfico en la película de comedia dramática musical de 2015 Pearly Gates. Al año siguiente, protagonizó junto a Maggie Grace la comedia dramática Showing Roots y desempeñó papeles secundarios en Tallulah, Steven Universe y American Pastoral, dirigida por Ewan McGregor . Aduba interpretó un papel principal en la película animada musical de 2017 My Little Pony: La película, prestando su voz a la Reina Novo, líder de los hipogrifos/ponis de mar. Coprotagonizó dos películas de Netflix: Candy Jar en 2018 y Beats en 2019. También en 2019, Aduba interpretó el papel principal en la película Miss Virginia.

### 2020-presente: series limitadas y trabajo teatral
Después de que terminara Orange Is the New Black, Aduba fue elegida para interpretar a la política Shirley Chisholm en la miniserie de Hulu Mrs. America (2020), junto a Cate Blanchett y Sarah Paulson. Chisholm fue la primera candidata negra a la nominación de un partido importante para la presidencia de los Estados Unidos, la primera mujer en postularse para la nominación presidencial del Partido Demócrata y la primera mujer en aparecer en un debate presidencial de los Estados Unidos. La miniserie obtuvo elogios de la crítica y le aseguró a Aduba un premio Primetime Emmy a la mejor actriz de reparto en una miniserie o película.
Fue elegida para protagonizar junto a Lupita Nyong'o la miniserie de HBO Max Americanah escrita por Danai Gurira que finalmente no se produjo. Aduba también iba a protagonizar la cuarta temporada de la serie Fargo de FX, pero abandonó el proyecto debido a "algunos problemas familiares personales". Aduba coprotagonizó la película de drama romántico de 2020 Really Love. En octubre de 2020, fue elegida como la terapeuta Dra. Brooke Taylor en la cuarta temporada de la serie de HBO In Treatment.
En 2021, Aduba apareció en la producción de Broadway de la obra de Lynn Nottage Clyde's, por la que recibió una nominación a un premio Tony. En 2023, interpretó a Edie Flowers en Painkiller de Netflix, una serie limitada que explora las razones detrás de la epidemia de opioides en los Estados Unidos. En 2025, Aduba interpreta a la excéntrica detective Cordelia Cupp en la serie de misterio de asesinato ambientada en la Casa Blanca La residencia, de Shonda Rhimes.

## Defensa
- En abril de 2017, Aduba recibió el premio Point Courage de la Fundación Point por su apoyo a la comunidad LGBT.[48]
- En junio de 2018, Aduba se convirtió en la primera embajadoa famosa de Heifer International en África. Ella vio el impacto de Heifer de primera mano en sus visitas a campos de Uganda en 2016 y 2018.[49]
- En julio de 2020, se anunció a Aduba como inversor minoritario en un equipo de Los Ángeles aún sin nombre, que luego se reveló como Angel City FC, que está programado para comenzar a jugar en la Liga Nacional de Fútbol Femenino en 2022.[50]

## Vida personal
Al crecer en un barrio exclusivamente blanco, Aduba a menudo se sentía aislada, pero su estrecha relación con su madre y su identidad e historia nigerianas la ayudaron a desarrollar su sentido de la autoestima.
El 12 de septiembre de 2021, Aduba anunció que se había casado con el cineasta Robert Sweeting en 2020. La pareja había tenido una ceremonia secreta en Nueva York. El 11 de junio de 2023, en los Premios Tony de 2023, Aduba anunció que la pareja estaba esperando su primer hijo. El 12 de noviembre de 2023, Aduba dio la bienvenida a una niña.

## Filmografía

### Películas
| Año  | Título                                 | Papel                   | Notas         |
| ---- | -------------------------------------- | ----------------------- | ------------- |
| 2015 | Pearly Gates                           | Corrie                  | [ 54 ]        |
| 2015 | Alvin and the Chipmunks: The Road Chip | Oficial de laTSA        | Cameo         |
| 2016 | Tallulah                               | Detective Louisa Kinnie | [ 55 ]        |
| 2016 | American Pastoral                      | Vicky                   | [ 56 ]        |
| 2016 | Showing Roots                          | Pearl                   | [ 57 ]        |
| 2017 | My Little Pony: The Movie              | Queen Novo              | Voz           |
| 2018 | Candy Jar                              | Julia Russell           | [ 59 ]        |
| 2018 | We Are Boats                           | Sir                     | [ 60 ]        |
| 2019 | Beats                                  | Carla Monroe            | [ 61 ]        |
| 2019 | Steven Universe: The Movie             | Bismuth                 | Voz           |
| 2019 | Miss Virginia                          | Virginia Walden         | [ 63 ]        |
| 2020 | Really Love                            | Chenai Hungwe           | [ 64 ]        |
| 2021 | National Champions                     | Katherine Poe           | [ 65 ]        |
| 2022 | Lightyear                              | Alisha Hawthorne        | Voz           |
| 2024 | The Supremes at Earl's All-You-Can-Eat | Clarice                 | [ 67 ]        |
| 2024 | Greedy People                          | Oficial Murphy          | [ 68 ] [ 69 ] |
| 2025 | Roofman                                |                         | Posproducción |

### Televisión
| Año       | Título                             | Papel                       | Notas                                                            |
| --------- | ---------------------------------- | --------------------------- | ---------------------------------------------------------------- |
| 2012      | Blue Bloods                        | Enfermera                   | Episodio: "Nightmares"                                           |
| 2013      | How to Live Like a Lady            | Profesora de actuación      | Telefilme                                                        |
| 2013-2019 | Orange Is the New Black            | Suzanne "Ojos locos" Warren | Papel recurrente (temporada 1); papel principal (temporadas 2-7) |
| 2014      | Saturday Night Live                | Hija de los Dudley          | Episodio: "Woody Harrelson/Kendrick Lamar"                       |
| 2015      | Comedy Bang! Bang!                 | Ella misma                  | Episodio: "Uzo Aduba Wears a White Blouse and Royal Blue Heels"  |
| 2015      | The Wiz Live!                      | Glinda la Bruja Buena       | Especial de televisión                                           |
| 2016-2019 | Steven Universe                    | Bismuth                     | Voz, 9 episodios                                                 |
| 2018-2019 | 3Below: Tales of Arcadia           | Oficial Kubritz             | Voz, 11 episodios                                                |
| 2020      | Steven Universe Future             | Bismuth, Khadijah           | Voz, episodio: "Bismuth Casual"                                  |
| 2020      | Mrs. America                       | Shirley Chisholm            | Miniserie                                                        |
| 2021      | In Treatment                       | Dr. Brooke Taylor           | Papel principal                                                  |
| 2021      | Solos                              | Sasha                       | Episodio: "Sasha"                                                |
| 2021      | Last Week Tonight with John Oliver | Ella misma                  | Episodio: "Hair"                                                 |
| 2022      | Animal                             | Narradora                   | Voz, episodio: "Dolphins"                                        |
| 2022      | Ada Twist, Scientist               | Socorrista                  | Voz, episodio: "Swift The Waves"                                 |
| 2023      | Painkiller                         | Edie Flowers                | Miniserie de Netflix                                             |
| 2024      | Magicampers                        | Treena                      | Voz, personaje regular                                           |
| 2025      | La residencia                      | Cordelia Cupp               | Miniserie                                                        |

## Teatro
| Año  | Título                | Papel       | Notas                          |
| ---- | --------------------- | ----------- | ------------------------------ |
| 2006 | The Seven             | Amphiarus   | New York Theatre Workshop      |
| 2007 | Coram Boy             | Toby        | Imperial Theatre               |
| 2008 | The Seven             | Amphiarus   | La Jolla Playhouse             |
| 2009 | Eclipsed              | Helena      | Woolly Mammoth Theatre Company |
| 2009 | A Civil War Christmas | Hannah      | Huntington Theatre             |
| 2011 | Godspell              | Company     | Circle in the Square Theatre   |
| 2011 | Prometheus Bound      | Io          | American Repertory Theater     |
| 2013 | Venice                | Anna Monroe | The Public Theater             |
| 2016 | Las criadas           | Solange     | Estudios Trafalgar             |
| 2021 | Clyde's               | Clyde       | Hayes Theatre                  |

## Premios y nominaciones
| Año  | Organización                     | Categoría                                                             | Trabajo                 | Resultado |
| ---- | -------------------------------- | --------------------------------------------------------------------- | ----------------------- | --------- |
| 2014 | Premios de la Crítica Televisiva | Mejor intérprete invitada en una serie de comedia                     | Orange Is the New Black | Ganadora  |
| 2021 | Premios de la Crítica Televisiva | Mejor actriz de reparto en película/miniserie                         | Mrs. America            | Ganadora  |
| 2022 | Premios de la Crítica Televisiva | Mejor actriz en serie de drama                                        | In Treatment            | Nominada  |
| 2016 | Glamour Awards                   | Actriz de comedia                                                     | Orange Is the New Black | Nominada  |
| 2015 | Premios Globo de Oro             | Mejor actriz de reparto de serie, miniserie o telefilme               | Orange Is the New Black | Nominada  |
| 2016 | Premios Globo de Oro             | Mejor actriz de reparto de serie, miniserie o telefilme               | Orange Is the New Black | Nominada  |
| 2022 | Premios Globo de Oro             | Mejor actriz de serie de televisión - Drama                           | In Treatment            | Nominada  |
| 2015 | Premios NAACP Image              | Mejor actriz en una serie de comedia                                  | Orange Is the New Black | Nominada  |
| 2016 | Premios NAACP Image              | Mejor actriz en una serie de comedia                                  | Orange Is the New Black | Nominada  |
| 2017 | Premios NAACP Image              | Mejor actriz en una serie de comedia                                  | Orange Is the New Black | Nominada  |
| 2018 | Premios NAACP Image              | Mejor actriz en una serie de comedia                                  | Orange Is the New Black | Nominada  |
| 2019 | Premios NAACP Image              | Mejor actriz en una serie de comedia                                  | Orange Is the New Black | Nominada  |
| 2014 | Premios Primetime Emmy           | Mejor actriz invitada - Serie de comedia                              | Orange Is the New Black | Ganadora  |
| 2015 | Premios Primetime Emmy           | Mejor actriz de reparto - Serie dramática                             | Orange Is the New Black | Ganadora  |
| 2017 | Premios Primetime Emmy           | Mejor actriz de reparto - Serie dramática                             | Orange Is the New Black | Nominada  |
| 2020 | Premios Primetime Emmy           | Mejor actriz de reparto en una miniserie o película                   | Mrs. America            | Ganadora  |
| 2021 | Premios Primetime Emmy           | Mejor actriz - Serie dramática                                        | In Treatment            | Nominada  |
| 2013 | Premios Satellite                | Mejor actriz de reparto – Serie, Miniserie o Película para Televisión | Orange Is The New Black | Nominada  |
| 2015 | Premios del Sindicato de Actores | Mejor actriz de televisión - Comedia                                  | Orange Is The New Black | Ganadora  |
| 2015 | Premios del Sindicato de Actores | Mejor reparto de televisión - Comedia                                 | Orange Is The New Black | Ganadora  |
| 2016 | Premios del Sindicato de Actores | Mejor actriz de televisión - Comedia                                  | Orange Is The New Black | Ganadora  |
| 2016 | Premios del Sindicato de Actores | Mejor reparto de televisión - Comedia                                 | Orange Is The New Black | Ganadora  |
| 2017 | Premios del Sindicato de Actores | Mejor actriz de televisión - Comedia                                  | Orange Is The New Black | Nominada  |
| 2017 | Premios del Sindicato de Actores | Mejor reparto de televisión - Comedia                                 | Orange Is The New Black | Ganadora  |
| 2018 | Premios del Sindicato de Actores | Mejor actriz de televisión - Comedia                                  | Orange Is The New Black | Nominada  |
| 2018 | Premios del Sindicato de Actores | Mejor reparto de televisión - Comedia                                 | Orange Is The New Black | Nominada  |
| 2022 | Premios Tony                     | Mejor actriz de reparto en una obra de teatro                         | Clyde's                 | Nominada  |
| 2022 | Outer Critics Circle Awards      | Mejor actriz destacada en una obra de teatro                          | Clyde's                 | Ganadora  |
| 2024 | Premios del Sindicato de Actores | Mejor actriz de televisión - Miniserie o telefilme                    | Painkiller              | Nominada  |